# Sione's 2: Unfinished Business
Série
Sione's Wedding
(2006)
Pour plus de détails, voir Fiche technique et Distribution.
Sione's 2: Unfinished Business est un film néo-zélandais réalisé par Simon Bennett, sorti en 2012. C'est la suite de Sione's Wedding (2006).

## Synopsis
Albert et Tanya sont désormais mariés mais ne sont pas résolus à avoir un enfant. À l'inverse, Sefa et Leilani ont deux enfants mais Leilani a décliné la demande en mariage de Sefa. Stanley fait son apprentissage de diacre alors que Michael est parti pour l'Australie. Les quatre amis qui se sont perdus de vue sont réunis par le pasteur pour retrouver Paul qui a disparu.

## Fiche technique
- Réalisation : Simon Bennett
- Scénario : James Griffin et Oscar Kightley
- Photographie : Marty Smith
- Montage : Bryan Shaw
- Musique : Don McGlashan
- Société de production : South Pacific Pictures
- Pays d'origine :  Nouvelle-Zélande
- Langue originale : anglais
- Genre : Comédie
- Durée : 92 minutes
- Dates de sortie : 
  - Nouvelle-Zélande : 19 janvier 2012

## Distribution
- Oscar Kightley : Albert
- Shimpal Lelisi : Sefa
- Robbie Magasiva : Michael
- Iaheto Ah Ih : Stanley
- David Fane : Paul
- Teuila Blakely : Leilani
- Madeleine Sami : Tanya
- Pua Magasiva : Sione
- Nathaniel Lees : le pasteur
- Mario Gaoa : Eugene
- David Van Horn : Derek
- Ayse Tezel : Maria
- Dimitri Baveas : Tony
- Kirk Torrance : le cardinal Hoani

## Box-office
Le film a rapporté un peu plus de 1 800 000 $ au box-office néo-zélandais, ce qui le place dans les dix films néo-zélandais ayant rapporté le plus de recettes dans ce pays aux côtés notamment du premier volet Sione's Wedding.